# Seleção Paraguaia de Rugby Union
A Seleção Paraguaia de Rugby Union é a equipe que representa o Paraguai em competições internacionais de Rugby Union.
O país está posicionado, atualmente, no terceiro escalão da modalidade a nível mundial, ocupando o 40º lugar no ranking da entidade que administra o rugby no mundo (com base na última atualização, de 18 de fevereiro de 2018).

## História
O rugby iniciou-se no país em julho de 1968, contudo a Uníon de Rugby del Paraguay (entidade que administra a prática local deste esporte) foi fundada três anos mais tarde, em 1971, quando pela primeira vez sua equipe disputou Campeonato Sul-Americano de Rugby. A seleção paraguaia de rugby é conhecida como Los Yacarés, em alusão aos crocodilos que habitam o país.
O nível técnico e desportivo do rugby paraguaio é conhecido na América do Sul pela sua garra e espírito. Contudo, não possui muitos resultados de destaque à nível mundial. A derrota sofrida ante a Argentina, em 2002, é um exemplo histórico disto. As melhores campanhas do Paraguai, à nível continental, concentram-se no vice-campeonato obtido no Sul-Americano Divisão A de 2014 (que garantiu à equipe presença na Copa CONSUR de 2015), além dos títulos da Divisão B conquistados em 2004, 2005, 2012 e 2013.
Em 2018, o Paraguai disputará a máxima categoria do rugby sul-americano, no campeonato recém nomeado como Torneio Seis Nações A. Também se fará presente na primeira edição do Campeonato de Rugby das Américas Divisão B (Americas Rugby Championship B), torneio este renomeado para Desafio de Rugby das Américas (Americas Rugby Challenge).

## Confrontos
Segue-se, abaixo, um registro de confrontos do Paraguai contra outras seleções:
| Adversário       | Partidas | Vitórias | Derrotas | Empates | % Aproveitamento | Melhor Resultado |
| ---------------- | -------- | -------- | -------- | ------- | ---------------- | ---------------- |
| Argentina        | 18       | 0        | 18       | 0       | 0.0%             | 10 - 37          |
| Austrália XV     | 1        | 0        | 1        | 0       | 0,0%             | 9 - 44           |
| Bermudas         | 1        | 1        | 0        | 0       | 100,0%           | 29 - 14          |
| Brasil           | 26       | 12       | 14       | 0       | 46,1%            | 57 - 8           |
| Chile            | 27       | 1        | 26       | 0       | 3,7%             | 25 - 24          |
| Colômbia         | 6        | 6        | 0        | 0       | 100,0%           | 82 - 8           |
| Fiji Barbarians  | 1        | 0        | 1        | 0       | 0,0%             | 0 - 104          |
| França XV        | 1        | 0        | 1        | 0       | 0,0%             | 12 - 106         |
| Peru             | 5        | 5        | 0        | 0       | 100,0%           | 74 - 0           |
| África do Sul XV | 1        | 0        | 1        | 0       | 0,0%             | 6 - 84           |
| Uruguai          | 26       | 0        | 25       | 1       | 0,0              | 9 - 9            |
| Venezuela        | 4        | 4        | 0        | 0       | 100,0%%          | 94 - 7           |
| Total            | 117      | 29       | 87       | 1       | 24,78%           | -                |

- Último Test Match considerado: ante o Brasil (6-57), disputado em maio de 2017.